# Dzanga Bai

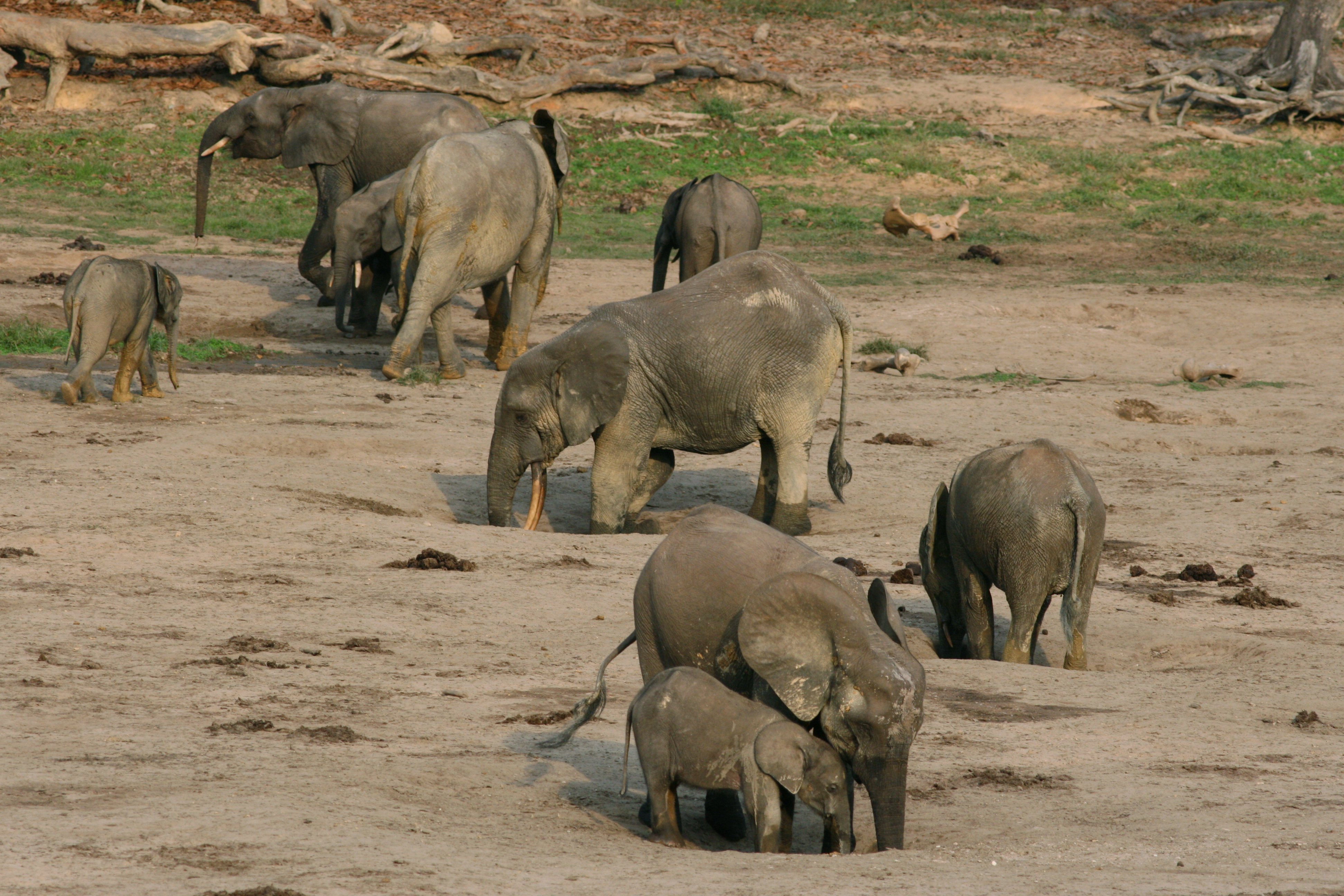
Elefants de bosc alimentant-se a les clarianes

Dzanga Bai és una clariana al mig de la selva en la República Centreafricana, localitzada en el mateix cor del sector Dzanga del Parc nacional Dzanga-Ndoki.

## L'elefant de bosc i la recerca al bai
A Dzanga Bai es troba la població actual més nombrosa d'elefants africans de bosc. El resultat dels monitoratges dels darrers 10 anys estimen que a la clariana hi ha una població habitual d'uns 3.000 elefants procedents de tot el centre d'Àfrica, a la qual se sumen 1.000 individus més procedents de les properes República del Congo i República del Camerun. Amb tot, els equips científics presents a la regió (WCS i WWF) han aconseguit crear la base de dades més gran dedicada exclusivament als elefants.
Andrea Turkalo és una de les científiques de la WCS que més aportacions ha fet als coneixements actuals sobre els elefants de bosc. Turkalo és membre del The Elephant Listening Project (ELP) i s'ha dedicat durant més de 18 anys a estudiar el llenguatge i la comunicació entre els elefants i les relacions socials entre els individus dins el grup.

## Caça furtiva
La presència sostinguda de Turkalo sobre el terreny i la seva relació sincera amb la població local Ba 'Aka, així com la presència continuada d'altres conservacionistes, probablement, han estat els factors més importants per a mantenir la caça furtiva en un mínim en el clar Dzanga durant anys. Malgrat tot, l'amenaça dels caçadors furtius a la zona a la recerca d'ivori continua representant un risc importantíssim per a la pervivència dels elefants.